# Syrphus sonorensis
Syrphus sonorensis är en tvåvingeart som beskrevs av John Richard Vockeroth 1983. Syrphus sonorensis ingår i släktet solblomflugor, och familjen blomflugor. Inga underarter finns listade i Catalogue of Life.